# جاك غراهام (لاعب كرة قاعدة)
جاك غراهام (بالإنجليزية: Jack Graham)‏ هو لاعب كرة قاعدة أمريكي، ولد في 24 ديسمبر 1916 في منيابولس في الولايات المتحدة، وتوفي في 30 ديسمبر 1998 في لوس ألاميتوس في الولايات المتحدة.

## وصلات خارجية
- جاك غراهام على موقعبيزبول رفرنس.كوم (الدوري الرئيسي) (الإنجليزية)
- جاك غراهام على موقعبيزبول رفرنس.كوم (الدوري الثانوي) (الإنجليزية)